# ماندانا خضرایی
ماندانا خضرایی (زاده ۳ بهمن ۱۳۵۸ کرمان) خوانندهٔ موسیقی سنتی و شاعر ایرانی است.

## زندگی
ماندانا خضرایی سوم بهمن ۱۳۵۸ در کرمان متولد شد. در ۸ سالگی سنتور را نزد خلیل برهانی آموزش دید و ردیف‌های آوازی را نزد هنگامه اخوان و شهناز مقدم فرا گرفت. ماندانا در سال ۱۳۸۸ از ایران به کشور فیلیپین رفت و سپس به آمریکا مهاجرت کرد. او اکنون ساکن کشور آمریکا است.

## آثار
ماندانا خضرایی به‌همراه مسلم علیپور کنسرت «عطر خاک» را در کانادا به‌روی صحنه برد این کنسرت از برنامه موسیقی بی‌بی‌سی فارسی پخش شد.
او در برنامه‌های زنده و نوروزی صدای آمریکا و بی‌بی‌سی فارسی اجراهای مختلفی داشته است. در نوروز ۱۳۹۷ ترانه‌های «جهان گل‌ها» و «غنچه بهار» را در بی‌بی‌سی فارسی اجرا کرد. او در نوروز ۱۴۰۲ در برنامه عید نو در صدای آمریکا به همراه احسان کرمی ترانه «سر اومد زمستون» را اجرا کرد.

### تک‌آهنگ‌ها
- شب تنهایی ساخته هوشنگ فراهانی
- بزن باران[۱۳]
- به سوی تو
- حدیث وفا
- شمع خاموش
- روزگار کودکی
- ماه و سنگ
- عزیزم با همراهی تارا پیراینده
- باغ خشکیده
- درد جدایی
- بازی چرخ
- عیده نوروزه
- ترانه من
- وقت بهاره
- ماه شبم
- پنجره‌ها بسته‌اند
- یادگار خون سرو
- یار گلعذار
- جشن گل‌ها
- ماه من

### آلبوم‌ها
- شب تنهایی[۱۴]

## فعالیت‌ها
او پس از خیزش زن، زندگی، آزادی با حضور در اعتراضات خارج از ایران و انتشار موسیقی و ویدیوهای حمایتی از اعتراضات مردم ایران حمایت کرد، وی در یکی از تجمعات پس از اعتراضات مهسا می‌گوید: «زمستان ۵۷ به زودی بهار خواهد شد»

ماندانا خضرایی واکنش‌های برخی هنرمندان مرد دربارهٔ اجرای پرستو احمدی را غیرقابل قبول دانست و گفت: «بیش از چهل سال است که صدای زنان را خفه کرده‌اند، شما کجا هستید؟»